# Hare and Hound
El Hare and Hound ("Llebre i gos" en anglès), abreujat H&H, és una modalitat de motociclisme de fora d'asfalt on els participants recorren un traçat marcat a camp obert, en terreny accidentat.
Als EUA, les competicions de Hare and Hound es componen normalment de dues curses independents, cadascuna amb una mitjana de longitud d'uns 65 quilòmetres (40 milles). El descans entre cada cursa (o volta al circuit) es fa servir per al re-càrrega de combustible i el manteniment de les motocicletes. El primer pilot a creuar la línia d'arribada després de la segona cursa és considerat el guanyador de l'esdeveniment. Les curses de Hare and Hounds s'organitzen normalment a les regions desèrtiques de Califòrnia, Nevada i Idaho. El Hare and Hound es diferencia del Hare Scramble pel fet que no s'hi repeteix el mateix recorregut dues vegades. L'entrenament previ seguint el recorregut no és permès, i moltes seccions són completament noves, de manera que el primer pilot disposa només d'una sèrie de pals amb fletxes indicadores del camí. Aquest pilot és, doncs, la "llebre" i tots els altres són el "gos" que l'encalcen, tot seguint un camí acabat de crear. La cursa es corre d'una tirada ("start-to-finish" en anglès), de manera que l'aturada a boxes a mig recorregut es fa tan ràpidament com es pugui per tal de minimitzar la pèrdua de temps.
Al Regne Unit, en canvi, el Hare and Hound és una modalitat comparable a una llarga cursa de motocròs, la durada de la qual pot anar des d'una fins a 12 hores en casos extrems. Es diferencia del motocròs, però, en la manca dels salts artificials característics del motocròs actual. La longitud més habitual de les pistes de Hare and Hounds és de prop de 10 quilòmetres (6 milles), tot i que n'hi ha de més o menys llargues en funció de l'emplaçament del circuit i de la competició que s'hi celebri.